# Gare de Limeray
Gare de Limeray – przystanek kolejowy w Limeray, w departamencie Indre i Loara, w Regionie Centralnym, we Francji.
Jest przystankiem kolejowym Société nationale des chemins de fer français (SNCF), obsługiwanym przez pociągi TER Centre kursujących między Tours i Blois.